# Laura Jordan
Laura Lise Jordan (ur. 10 kwietnia 1977 w Toronto) – kanadyjska aktorka filmowa i telewizyjna.
Przez trzy lata mieszkała we Francji, gdzie studiowała filologię francuską na Uniwersytecie Paryskim. W roku 2001 gościnnie wystąpiła w odcinku serialu Degrassi: Nowe pokolenie pt. Coming of Age. Rok później wraz ze swoją przyjaciółką, aktorką Malin Akerman, przeprowadziła się z Toronto do Los Angeles, gdzie wstąpiła do zespołu muzycznego The Billionaires. Wkrótce potem rozpoczęła karierę aktorki.
Wsławiła się rolami w serialach Gracze oraz Bracia i siostry. W 2005 roku wystąpiła w głównej roli, jako Misha, w filmie Pure. Wcieliła się też w postać Kayli, siostry głównej bohaterki horroru Prześladowca 2 (Joy Ride: Dead Ahead, 2008).